# Phyllonorycter rostrispinosa
Phyllonorycter rostrispinosa là một loài bướm đêm thuộc họ Gracillariidae. Nó được tìm thấy ở Nhật Bản (Kyūshū, Honshū).
Sải cánh dài khoảng 5.5 mm.
Ấu trùng ăn Quercus serrata, Quercus acutissima và Quercus variabilis. Chúng ăn lá nơi chúng làm tổ.